# منطقه سوس–ماسه
سوس ماسه (به فرانسوی: Souss-Massa) یک منطقه در مراکش است که. سوس ماسه ۵۱٬۶۴۲ کیلومتر مربع مساحت و ۲٬۶۷۶٬۸۴۷ نفر جمعیت دارد.